# Wskaźnik moralności płatniczej
Wskaźnik moralności płatniczej (ang. payment morality index, PMI) – ocena, która zostaje wystawiona na podstawie przeszłych oraz bieżących zachowań kontrahenta. Został stworzony przez firmę Euler Hermes w 2003 roku i użyty w Programie Analiz Należności. Jest uważany za wskaźnik wyprzedzający koniunkturę. Wskaźnik ten bierze pod uwagę wysokość zadłużenia oraz liczbę dni opóźnienia w spłacie należności. Średni PMI to średnia ocena wszystkich kontrahentów z danej branży. PMI pokazuje jak dużym ryzykiem obarczona jest dana branża.

## Interpretacja wskaźnika moralności płatniczej
Jeżeli wartość PMI jest wyższa niż 50, to świadczy to o dobrej sytuacji gospodarczej. W sytuacji, w której wskaźnik ten osiągnie wartość 100 będzie to znaczyło, iż wszystkie zmiany w gospodarce są pozytywne. Poziom wskaźnika PMI poniżej 50 świadczy o pogarszającej się sytuacji gospodarczej, wskazując na początek recesji gospodarczej. Wskaźnik osiągający wartość niższą niż 40 wskazuje na poważny kryzys gospodarczy. 
Interpretacja wskaźnika moralności płatniczej z perspektywy przedsiębiorstwa – im wyższą przybiera wartość, tym lepiej świadczy to o przedsiębiorstwie. 

### Wartość wskaźnika
- od 0 do 20 – wskazuje na wysokie ryzyko utraty płynności finansowej przez kontrahentów.
- od 20 do 40 – podwyższone ryzyko utraty płynności przez kontrahentów (możliwe opóźnienia nawet do 2 miesięcy po terminie płatności).
- od 40 do 60 – wystąpienie opóźnień w regulowaniu zobowiązań jest wysoce prawdopodobne (możliwe opóźnienia do 40 dni po terminie płatności)
- od 60 do 80 – możliwe jest wystąpienie nieznacznych opóźnień w płatnościach (do 20 dni po terminie płatności).
- od 80 do 100 – opóźnienia w regulowaniu zobowiązań praktycznie nie występują.